# Плазменная обработка
Плазменная обработка — процесс обработки материалов при помощи низкотемпературной плазмы, генерируемой дуговыми или высокочастотными плазмотронами, с целью изменения формы, размеров, структуры обрабатываемого материала или состояния его поверхностного слоя. Разновидностями плазменной обработки являются: разделительная и поверхностная резка, нанесение покрытий, напыление, сварка. 

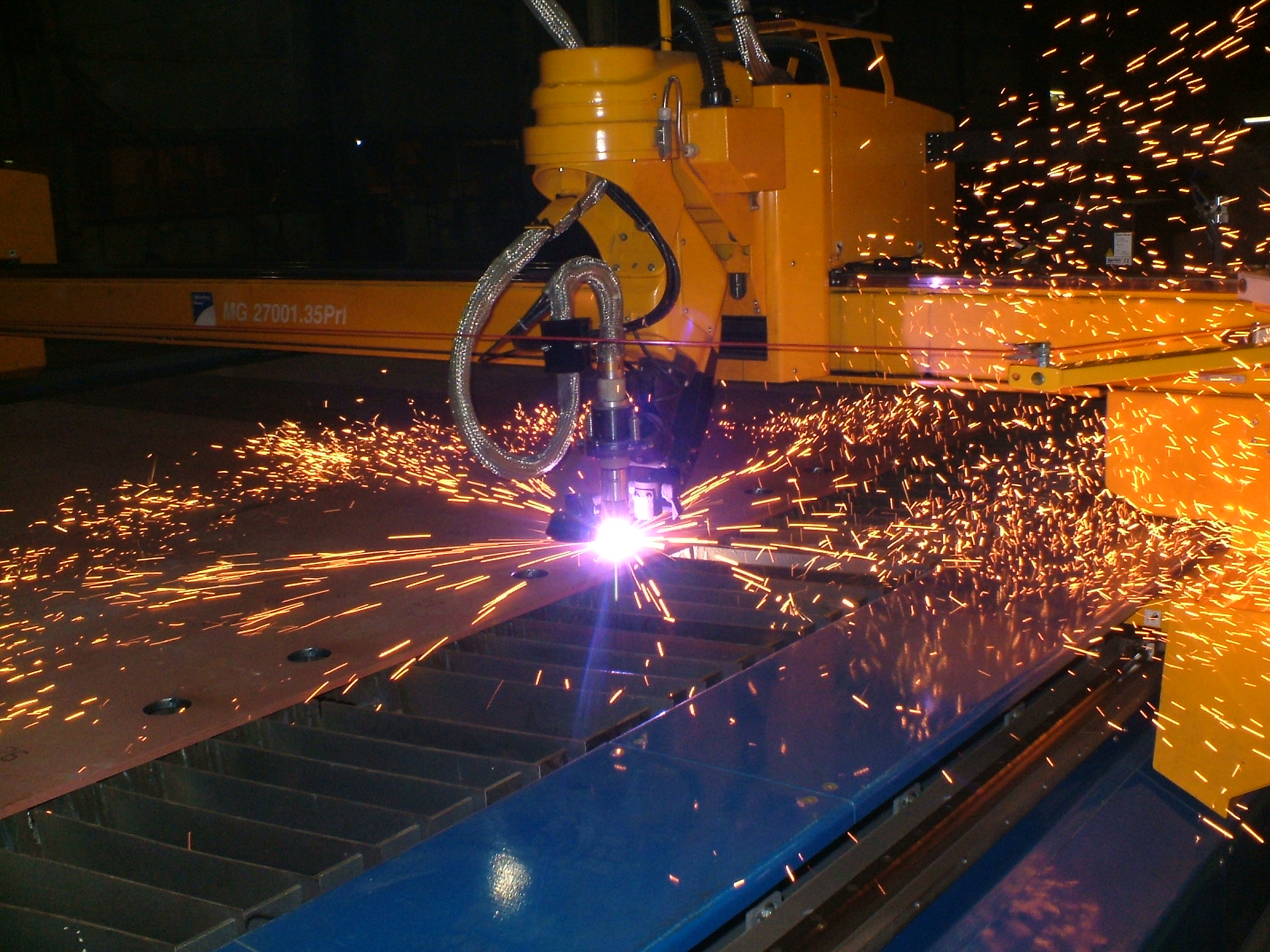
Плазменная резка

Подвидами плазменной обработки являются:
- Плазменная активация;
- Плазменно-иммерсионная ионная имплантация[англ.]
- Плазменная модификация;
- Плазменное травление[англ.];
- Плазменное напыление;
- Плазменная наплавка;
- Плазменная резка;
- Плазменная полимеризация[англ.];
- Плазменная функционализация;
- Плазменно-химическое осаждение из газовой фазы;
- Финишное плазменное упрочнение.

## Галерея

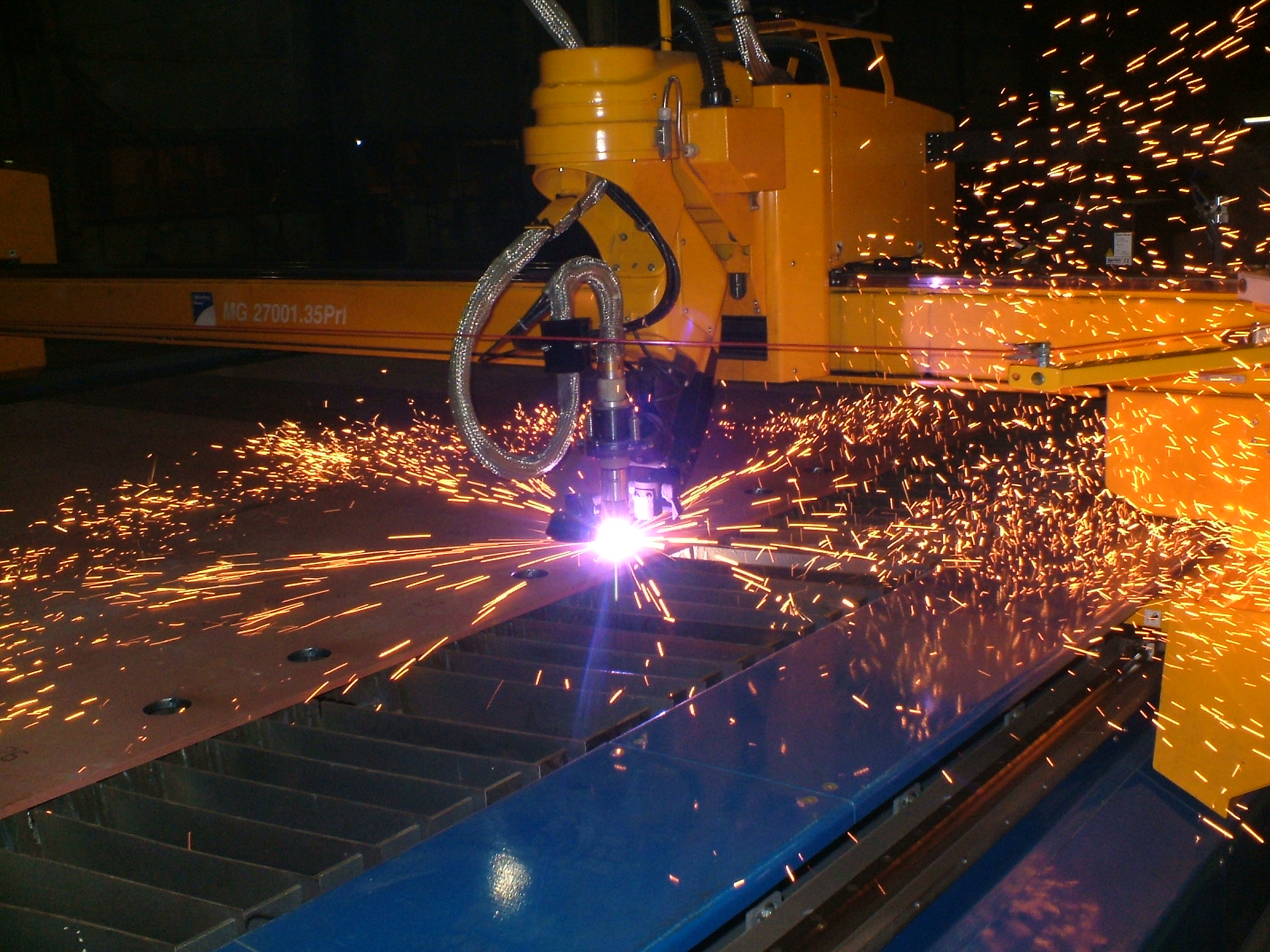
Плазменная резка
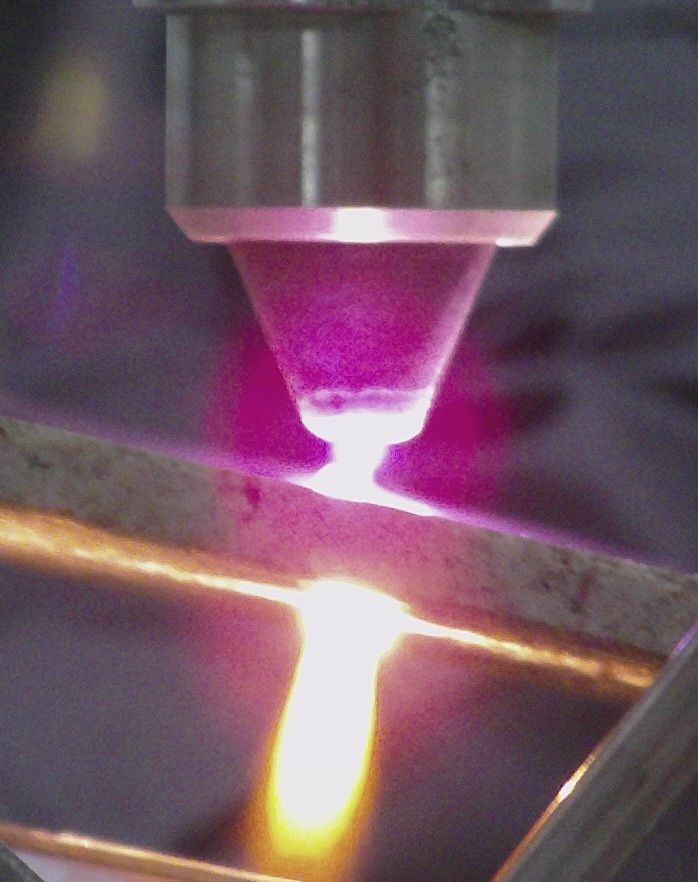
Изготовление отверстий плазмою(плазменное сверление)
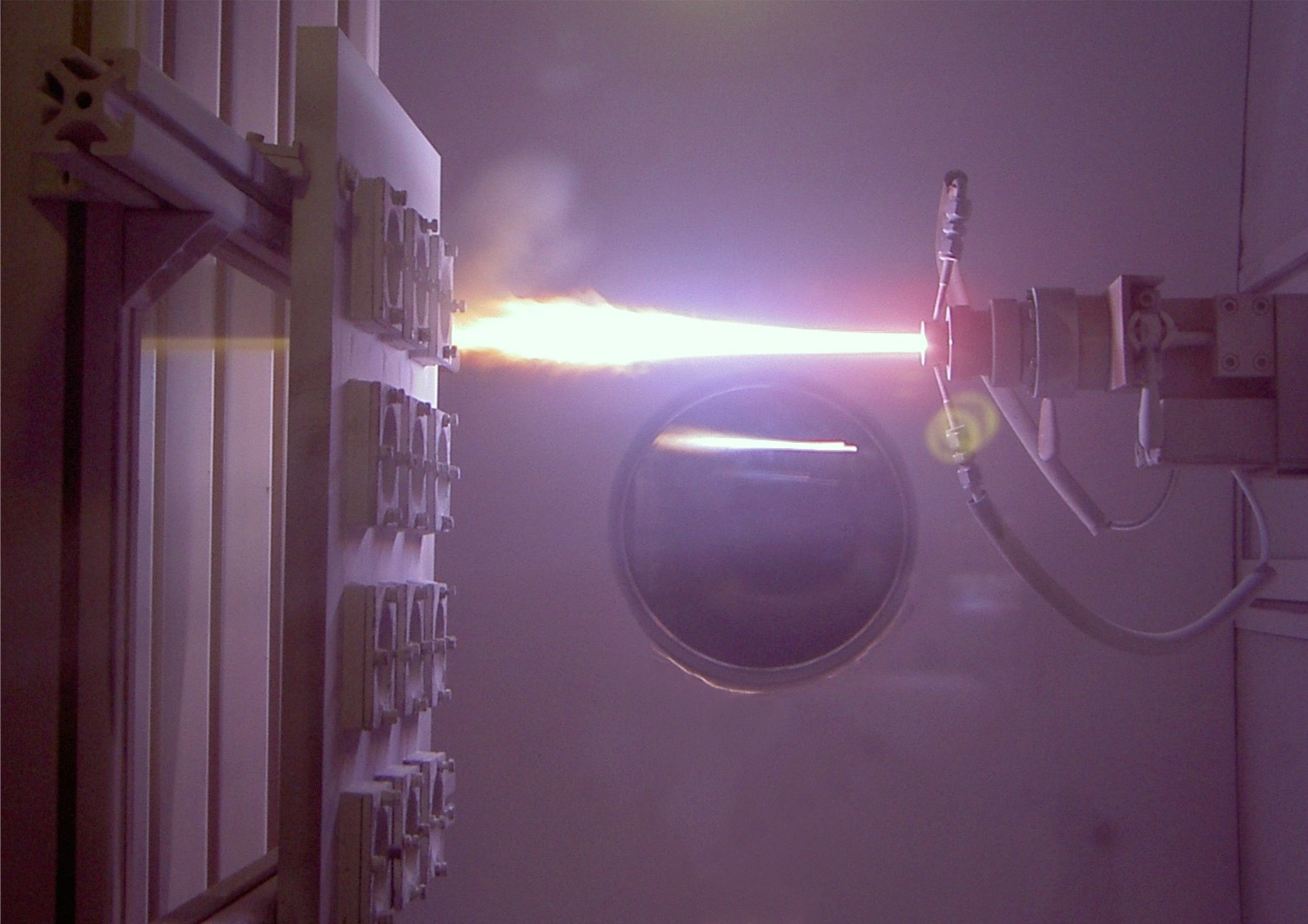
Плазменное напыление в вакууме
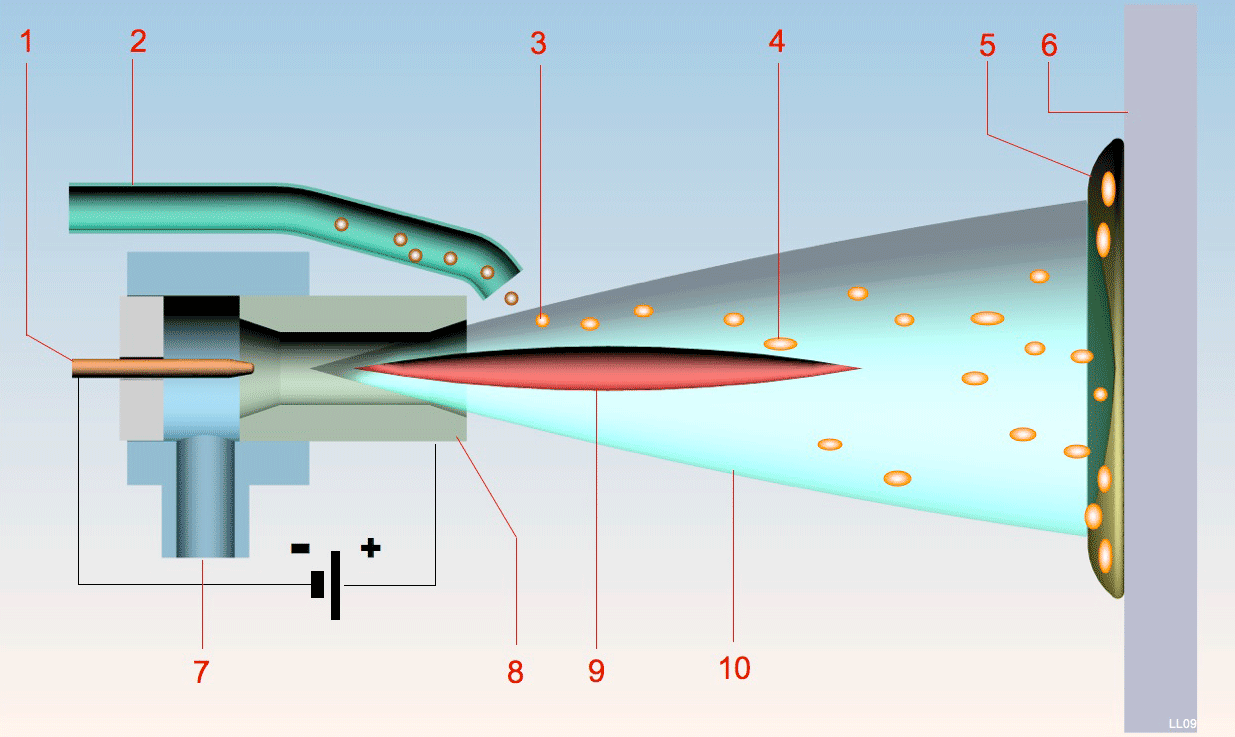
Схема установления плазменного напыления: 1 — Катод. 2 —Подача порошкового материала. 3 — Части порошка. 4 — Расплавленные части порошка. 5 — Объект напыления. 6 — Подкладка. 7 — Плазмообразующий газ. 8 — Анод. 9 — Плазмовая дуга. 10 — Плазменная струя с частицами порошка.
Схема установки плазменного сваривания: 1 — Плазмообразующий газ. 2 — Защитная насадка. 3 — Струя. 4 — Електрод. 5 — Насадка сужения. 6 — Электрическая дуга.
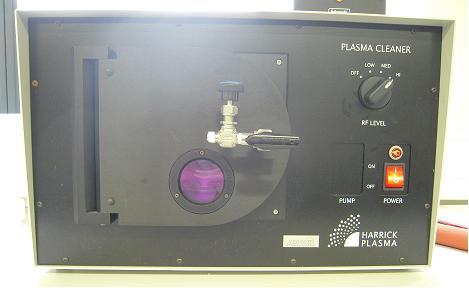
Оборудование плазменной поверхностной обработки (очищение)